# Польское общество исследований нервной системы
Польское общество исследований нервной системы (пол. Polskie Towarzystwo Badań Układu Nerwowego) — польское научное общество, основанное в 1991 году.
Согласно Уставу, целью Общества является организация, поддержка и продвижение мероприятий, направленных на развитие научных исследований, связанных с нервной системой; объединение специалистов, работающих в области нейробиологии; представление польской нейронауки в стране и за рубежом; проведение мероприятий, направленных на популяризацию биомедицинских исследований.
С 1998 года Общество является членом Федерации европейских нейробиологических обществ (англ. Federation of European Neuroscience Societies), с 1992 года состоит в Международной организации исследований мозга (англ. International Brain Research Organization).
С 1998 года Общество является одним из инициаторов и организаторов проведения в Польше Международной Недели мозга (англ. Brain Awareness Week) — ежегодной образовательной кампании, направленной на распространение знаний о мозге и нервной системе, а также об их функционировании.
Председателем Общества является доктор наук, профессор Grzegorz Hess.
Актуальная информация о деятельности Общества публикуется на сайте www.ptbun.org.pl.